# Alto Pass
Alto Pass és una població dels Estats Units a l'estat d'Illinois. Segons el cens del 2000 tenia 388 habitants.

## Demografia
Segons el cens del 2000, Alto Pass tenia 388 habitants, 159 habitatges, i 111 famílies. La densitat de població era de 69,7 habitants/km².
Dels 159 habitatges en un 25,8% hi vivien nens de menys de 18 anys, en un 59,7% hi vivien parelles casades, en un 6,3% dones solteres, i en un 29,6% no eren unitats familiars. En el 27,7% dels habitatges hi vivien persones soles el 10,7% de les quals corresponia a persones de 65 anys o més que vivien soles. El nombre mitjà de persones vivint en cada habitatge era de 2,44 i el nombre mitjà de persones que vivien en cada família era de 3.
Per edats la població es repartia de la següent manera: un 22,4% tenia menys de 18 anys, un 8,8% entre 18 i 24, un 27,3% entre 25 i 44, un 26,8% de 45 a 60 i un 14,7% 65 anys o més.
L'edat mediana era de 40 anys. Per cada 100 dones de 18 o més anys hi havia 104,8 homes.
La renda mediana per habitatge era de 33.500 $ i la renda mediana per família de 36.406 $. Els homes tenien una renda mediana de 25.583 $ mentre que les dones 19.000 $. La renda per capita de la població era de 17.288 $. Aproximadament el 12% de les famílies i el 15,3% de la població estaven per davall del llindar de pobresa.

## Poblacions més properes
El següent diagrama mostra les poblacions més properes.